# QS-21

QS-21, Api: β-D-Apiofuranosyl; Xyl: α-L-Xylopyranosyl

QS-21 ist ein Extrakt aus dem chilenischen Seifenrindenbaum Quillaja saponaria, das bei Impfstoffen als Adjuvans verwendet wird. Es zählt zu einem der stärksten Adjuvanzien.

## Eigenschaften
QS-21 enthält Saponine. Die enthaltenen Saponine bestehen aus einem am zentralen Fucose-Rest acylierten linearen Tetrasaccharid, welches an das C28-Atom eines Triterpens (Quillajasäure) gebunden ist. Weiterhin trägt die Quillajasäure am C3-Atom ein verzweigtes Trisaccharid. Die drei inneren Saccharide des Tetrasaccharids sind für die adjuvante Wirkung der Saponine notwendig. Die hauptsächlich im Extrakt enthaltenen Saponine sind QS-21-Apiose und QS-21-Xylose im Verhältnis 2:1 und unterscheiden sich im endständigen Saccharid. QS-21 neigt zur Hydrolyse an der Acylgruppe, wodurch die adjuvante Wirkung sinkt. Eine synthetische Variante von QS-21 wurde beschrieben, wies aber nicht die gleiche adjuvante Wirkung auf. Zusammen mit Monophosphoryl-Lipid-A (3-O-Desacyl-4′-monophosphoryl Lipid A, MPL) ist QS-21 Bestandteil des Adjuvans AS01 (liposomal) und AS02 (Emulsion).
QS-21 verstärkt sowohl die humorale Immunantwort als auch die zelluläre Immunantwort. In Mäusen wird zudem auch das NLRP3-Inflammasom aktiviert, was ein Freisetzen von Caspase-1-abhängigen Zytokinen ermöglicht.

## Gewinnung
QS-21 wird durch RP-HPLC aus dem wässrigen Extrakt QuilA der Rinde von Q. saponaria Molina gereinigt. Unter den Fraktionen des QuilA sind QS-7, QS-17, Q-18 und QS-21 adjuvant. Während die in der größten Menge vorkommende adjuvante Fraktion QS-18 in Mäusen toxisch ist, sind die weniger toxischen adjuvanten Fraktionen QS-7 und QS-21 verwendbar. QS-21 ist die in größerer Menge vorkommende dieser beiden Fraktionen.
Es wurden mehr als 50 QS-21-Analoga synthetisiert.
Die Verfügbarkeit von Quillajaextrakt ist aufgrund geringer und übernutzter Bestände des Seifenrindenbaums begrenzt. Um Engpässen bei der Verwendung im SARS-CoV-2-Impfstoffkandidat NVX-CoV2373 zu begegnen, wird an der synthetischen Herstellung geforscht.

## Verwendung
QS-21 ist Bestandteil des Herpes-Zoster-Totimpfstoffs Shingrix. Daneben wird es als Adjuvans bei Krebsimpfstoffen und Malariaimpfstoffen wie RTS,S untersucht. Ein anderer, als Matrix-M bezeichneter Extrakt aus der Rinde von Q. saponaria wird als Adjuvans im SARS-CoV-2-Impfstoffkandidat NVX-CoV2373 verwendet.

## Geschichte
Die adjuvante Wirkung des Quillaja-Extrakts QuilA wurde erstmals 1925 von Gaston Ramon beschrieben, neben der adjuvanten Wirkung von Brotkrümeln, Tapiokamehl und Sojastärke bei der Diphtherieimpfung von Pferden. Ab 1964 wurden die Saponine aus QuilA näher untersucht. Aufgrund von Toxizität, Hämolyse und chemischer Instabilität war QS-21 bis Anfang der 2000er nicht für die Anwendung am Menschen zugelassen. Im Jahr 2017 wurde der QS-21-enthaltende Herpes Zoster-Impfstoff Shingrix in den USA, 2018 in der EU zugelassen.